# Купцов, Андрей Сергеевич
Андре́й Серге́евич Купцо́в (укр. Андрій Сергійович Купцов; род. 23 января 1971, Кривой Рог, Днепропетровская область) — советский футболист, украинский футболист и тренер категории УЕФА ПРО. Мастер спорта Украины.

## Биография
Родился в 1971 году в семье футболиста «Кривбасса» Сергея Купцова. Младший брат Андрея — Алексей, впоследствии также стал профессиональным футболистом.

### Клубная карьера
Игровую карьеру начинал в криворожском «Кривбассе». В 1989 году он перешёл в донецкий «Шахтёр», где играл до конца 1994 года. С этой командой становился серебряным призёром чемпионата Украины, участвовал в матчах Кубка УЕФА. В 1995 году вместе с тренером Валерием Яремченко переехал в российский клуб первого дивизиона «Колос» (Краснодар), после чего летом вернулся в Кривой Рог. Далее защищал цвета кременчугского «Кремня», львовских «Карпат», запорожского «Торпедо» и донецкого «Металлурга».

### Тренерская карьера
Тренерскую деятельность начал в Кривом Роге. Помогал многим тренерам «Кривбасса», работал в дубле. В ноябре-декабре 2004 года выполнял обязанности главного тренера первой команды.
С 2007 по 2009 год работал в качестве помощника главного тренера Валентина Ходукина в азербайджанском клубе «Интер» (Баку). В 2008 году команда выиграла чемпионат страны. В следующем году «Интер» стал серебряным призёром первенства. Дважды играл в финале Кубка Азербайджана.
В феврале 2010 года вошёл в тренерский штаб Владимира Шарана в команде ФК «Александрия». С этой командой вышел в Премьер-лигу, а 9 апреля 2012 на оставшиеся до конца сезона в высшем дивизионе 5 матчей был назначен исполняющим обязанности главного тренера. В следующем сезоне возглавлял «Александрию» в первой лиге без приставки «и. о.». 13 мая 2013 года из-за неудачной игры команды в весенней части чемпионата подал в отставку.
С 19 июня 2013 года в качестве ассистента главного тренера ФК «Карпаты» (Львов) был назначен в тренерский штаб Александра Севидова. С 19 сентября 2013 года до окончания сезона 2013/14 годов в качестве старшего тренера возглавлял молодёжную команду львовских «Карпат».
В октябре 2021 года возглавил клуб «Нива» (Тернополь).

## Вне футбола
Женат, воспитывает двоих детей.